# Incestophantes kochiellus
Incestophantes kochiellus là một loài nhện trong họ Linyphiidae.
Loài này thuộc chi Incestophantes. Incestophantes kochiellus được Embrik Strand miêu tả năm 1900.